# Emiliano Madriz
Emiliano Madriz ( 1800 - 24 de enero de 1845, León, Nicaragua) fue un abogado y político nicaragüense que siendo senador en la Asamblea Legislativa del Estado fue designado para ejercer como Supremo Director interino del Estado de Nicaragua asumiendo funciones como el 11.º Supremo Director con sede en la ciudad de León desde el 26 de septiembre de 1844 hasta el 24 de enero de 1845.

## Supremo Director interino
En las elecciones de 1844, ninguno de los candidatos obtuvo los votos requeridos constitucionalmente para desempeñar el cargo de Supremo Director, entonces la Asamblea Legislativa designó al senador rivense Manuel Pérez (1800-1852) con sede en León que era un reducto del liberalismo, a nivel centroamericano. 
Casto Fonseca, comandante general de Armas, era uno de los líderes del liberalismo en el ámbito centroamericano, esto causaba preocupación en los líderes del conservatismo de Granada, y se incrementó la rivalidad entre ambas ciudades, cuando el cabildo de Managua decidió trasladarse de la jurisdicción política de Granada hacia la jurisdicción política de León. Los conservadores granadinos, temieron que Managua fuera controlada militarmente por Fonseca, y que los líderes del liberalismo leonés, fuese una amenaza para ellos.
El 13 de agosto de 1844 el gobierno de Nicaragua emitió decreto declarando la guerra a Honduras.
El 25 de octubre de 1844, Francisco Malespín, gobernante militar salvadoreño y uno de los líderes del conservatismo en Centroamérica, entrega la presidencia a su vicepresidente, Joaquín Eufrasio Guzmán, y la Comandancia del Ejército, a su hermano Calixto Malespín, marchando con sus tropas hacia Nicaragua, en alianza con tropas del gobierno de Honduras al mando de José Santos Guardiola.
Manuel Pérez, Director Supremo del Estado, careciendo del prestigio que la ocasión requería presenta su renuncia, y el 26 de septiembre de 1844, Emiliano Madriz, senador liberal de la Asamblea Legislativa, con sede en León, fue designado Supremo Director de Nicaragua interino.

## Guerra contra Malespín
El 26 de noviembre, los Ejércitos combinados de El Salvador y Honduras conocido como "Ejército Protector de la Paz" bajo el mando supremo de Malespín y con Guardiola como segundo al mando, son enfrentados por las escasas tropas de Fonseca, concentradas en León, que es sitiada.
Los granadinos a través de José Francisco del Montenegro ofrecieron su apoyo a Fonseca cuando estaba sitiado en León, bajo un pacto de mejorar el régimen; pero el Gran Mariscal contestó que el gobierno no pactaba con rebeldes, que los granadinos procedieran como mejor les pareciese, que él se reservaba darles el castigo merecido. Para la historia, los granadinos no se entendieron con Malespín sino hasta después que los leoneses, con el enemigo al frente, se negaron a aceptar sus proposiciones. Sin embarago, debe entenderse que las proposiciones de los granadinos no fueron para los leoneses "la voz cariñosa del hermano sino que fueron más un sarcasmo".
Los granadinos tuvieron que arreglarse con Malespín para deponer cuanto antes el absolutismo militar de Fonseca. Inicialmente, cerca de 400 flecheros matagalpas se alistaron en la defensa de León contra el ejército invasor, pero por el maltrato que recibieron de parte del "Gran Mariscal" liberal y por el rompimiento de la alianza libero-conservadora se unieron a los invasores junto a 200 granadinos con fusiles, pólvora, plomo y dos piezas de artillería.

### Negociaciones de paz
Para evitar la guerra, el 21 de noviembre se inician negociaciones de paz en la hacienda "Satoca" ubicada al sureste de Somotillo, los negociadores de Nicaragua son Hermenegildo Zepeda Fernández (1804-1880) y Gerónimo Carcache, las bases del arreglo al ser conocidas en León son rechazadas de manera tajante.
Los primeros combates son desastrosos para los atacantes y los hondureños deseaban retirarse, con dificultad Malespín les convenció para mantenerse en combate, cuando se unieron a los invasores Manuel Quijano y García y 64 dragones que habían desertado de León.
El 1 de diciembre se reanundan las negociaciones de paz, los delegados nicaragüenses son el canónigo Desiderio Cortés y Anselmo Alarcón por León; José Francisco del Montenegro por Granada y Juan Ruiz por Rivas. Malespín insiste en imponer condiciones onerosas y los delegados leoneses se retiran. 

### Gobierno provisiorio en Masaya
Afloran las diferencias entre los nicaragüenses y los conservadores granadinos abandonan a los liberales de León y el 8 de diciembre buscan apoyo en el jefe invasor. Así, Granada se puso del lado de Malespin, seguido de Rivas y otros lugares.
Los granadinos trasladadan la Asamblea Legislativa hacia Masaya, en donde el 16 de diciembre de 1844, Silvestre Selva Sacasa, senador de la Asamblea Legislativa, fue designado "Supremo Director provisorio", sin el consentimiento de León bajo sitio. José María Estrada fue nombrado Ministro General.
La parte más humillante de este arreglo fue la cláusula 3d,donde los departamentos del este y del sur reconocen a Malespin como "protector de los nicaragüenses" y General en Jefe de los ejércitos unidos, incluido uno organizado por esos departamentos, hasta el final de la guerra.

### Sitio de León
Algunos oficiales creían que Casto Fonseca, aunque valiente, no era competente para hacer una defensa adecuada. José María Valle Echeverría, "El Chelon", sugirió que Fonseca entregará el mando a José Trinidad Cabañas. Fonseca consideró la sugerencia como un insulto y, en consecuencia, Valle se retiró y Cabañas se convirtió en objeto de sospecha para Fonseca. Ante la ineptitud e intransigencia de Fonseca, el Supremo Director Madriz pone bajo su mando las defensas de la ciudad que habrá de soportar 59 días de sitio. La defensa de Sutiava fue encargada a Gerardo Barrios quien la organizó para la resistencia ante el asedio de los invasores jefeados por Malespín, su enemigo acérrimo.
Los sitiados en medio de su situación aflictiva contaban con una decisión absoluta, en secreto y grandes precauciones se introducían víveres a la plaza y aún elementos de guerra; se sabían los planes del enemigo y las iniquidades que se cometían fuera de las trincheras.
Un cargamento de armas para los leoneses, en un barco atracado en el puerto de El Realejo en el departamento de Chinandega, cae de manera fortuita en manos de los invasores (en realidad Malespin obtuvo información del inglés Manning, un agente del gobierno de Selva). Entre el armamento capturado se encontraban 1.000 mosquetes y 200 rifles, además de 200 barriles de pólvora, 200 quintales de plomo y 12.000. pedernales.

### Incendio de Sutiava
Con estas armas, el traidor Manuel Quijano y García (a) "El Malo" y Ramón Belloso el 22 de enero de 1845, incendian y ocupan Sutiava, fueron los flecheros matagalpas quienes incendiaron las casas pajizas de Sutiava permitiendo el avance hacia León que el 24 de enero fue ocupada con el posterior saqueo ordenado por Malespín y ejecutado por los viles y despiadados Nicolás Espinosa y Quijano. Belloso y Trinidad Muñoz fieles al honor militar se apartaron de tales tropelías.
La toma de León fue celebrada con mucho alborozo en Masaya, sede del gobierno granadino en acuerdo con Malespín.

## Muerte de Madriz
Malespín no solamente ejecutó ciudadanos prominentes de la sociedad leonesa de ese entonces, incluyendo al Supremo Director Madriz y Crescencio Navas, Ministro General de éste; también permitió que su tropa abusara de la población civil con violaciones a mujeres y robo de los tesoros religiosos en las iglesias y casas de habitación como pago de los "gastos de guerra". La única casa exenta del saqueo fue la de Manning.
También, mando a fusilar en el atrio de la capilla "San Juan de Dios" al presbítero Dionisio Urcuyo y Crespín, por defender a los enfermos que estaban siendo masacrados en el hospital "Santa Catarina mártir" del cual era capellán siendo párroco de la iglesia San Juan Bautista de Sutiaba. Una placa conmemorativa fue colocada en la pared del atrio donde fue fusilado el Padre Crespín. 
El canónigo Desiderio Cortés también fue fusilado. Los líderes liberales Cabañas y Barrios, lograron salir hacia El Salvador escapando así de la sed de venganza de Malespín.
Posteriormente, Malespín fue excomulgado el 23 de febrero de 1845, por Jorge Viteri y Ungo, su padrino y Obispo de San Salvador.
En honor a su decidida defensa de León como Supremo Director, el fin de la administración de Madriz se fija hasta el 24 de enero de 1845, fecha en que fue fusilado por orden directa de Malespín.
El 20 de enero de 1845, Manuel Blas Antonio Sáenz fue designado "supremo director interino" en disidencia con sede en Masaya. A la salida de Malespín, José Trinidad Muñoz Fernández sería nombrado comandante general de Armas.